# Sulfitoxidase

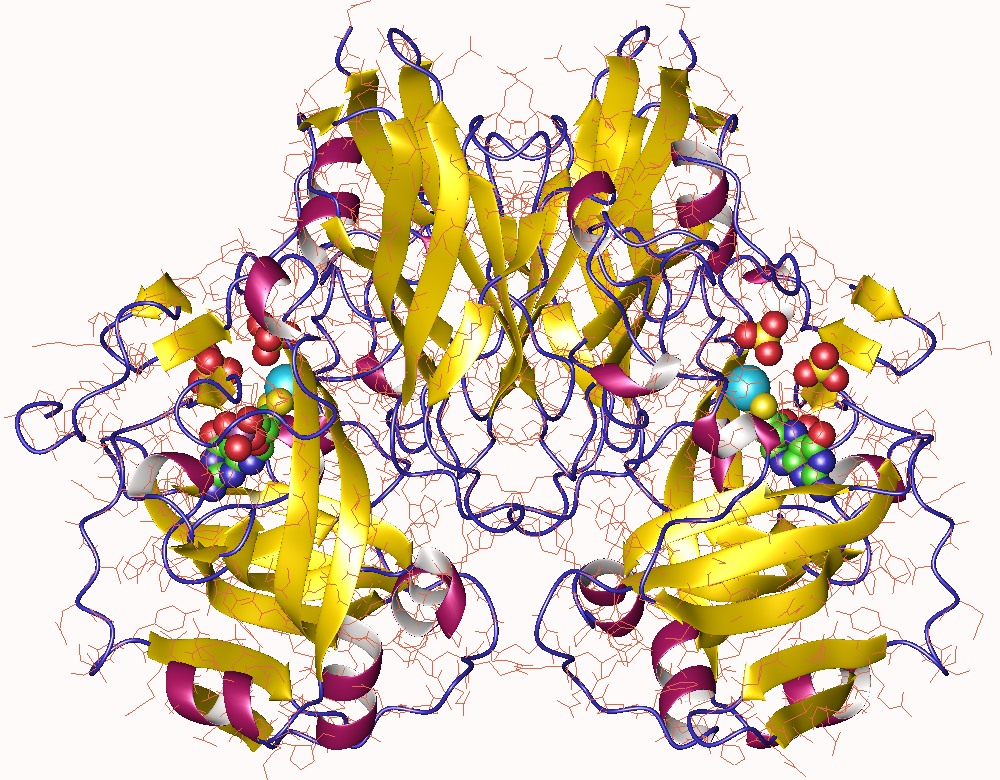
Sulfitoxidase homodimer, Gallus gallus

Die Sulfitoxidase ist ein Enzym, das in den meisten Lebewesen vorkommt, und welches die Umsetzung von Sulfit zu Sulfat katalysiert. Es ist in den Mitochondrien aller Eukaryoten lokalisiert. Auch in vielen Bakterienarten ist eine verwandte Sulfitoxidase anzutreffen. Bei Säugern kommt die Sulfitoxidase vor allem in Leber, Nieren, Milz, Lunge, Gehirn und Herz vor.

## Funktion
70–95 % des aufgenommenen Sulfits gelangt normalerweise in die Blutbahn. Dort wird es durch die Sulfitoxidase zu Sulfat oxidiert und die Elektronen über Cytochrom c (Elektronentransportkette) mit dem Ziel der ATP-Gewinnung transportiert:
{\displaystyle \mathrm {SO_{3}^{2-}+\ H_{2}O\ \rightleftharpoons \ SO_{4}^{2-}+2H^{+}+2e^{-}} }
Die gebildeten Sulfate werden mit dem Harn ausgeschieden.

## Sulfitoxidase-Mangel
Sulfitoxidase-Mangel führt zu therapieresistenten Neugeborenenanfällen (Epilepsie) und einer schweren Enzephalopathie.
Ursache für einen Mangel ist entweder ein isolierter Enzymdefekt oder ein Molybdän-Cofaktor-Mangel, wobei sich die Krankheitsbilder nicht voneinander unterscheiden lassen.
- Isolierter Enzymdefekt:

Die Oxidation vom Sulfit zum Sulfat ist gestört, was eine Erhöhung der Sulfitkonzentration in allen Körperflüssigkeiten zur Folge hat.
- Molybdän-Cofaktor-Mangel (siehe Molybdän-Cofaktor-Defizienz):

Die Synthese des Molybdän-Cofactors, bzw. Molybdopterin ist gestört, wodurch die Enzyme Sulfitoxidase, Xanthinoxidase und Aldehydoxidase in ihrer Aktivität eingeschränkt sind. Als Therapiemöglichkeit ergibt sich die Molybdat-Supplementation.